# سیف‌وی

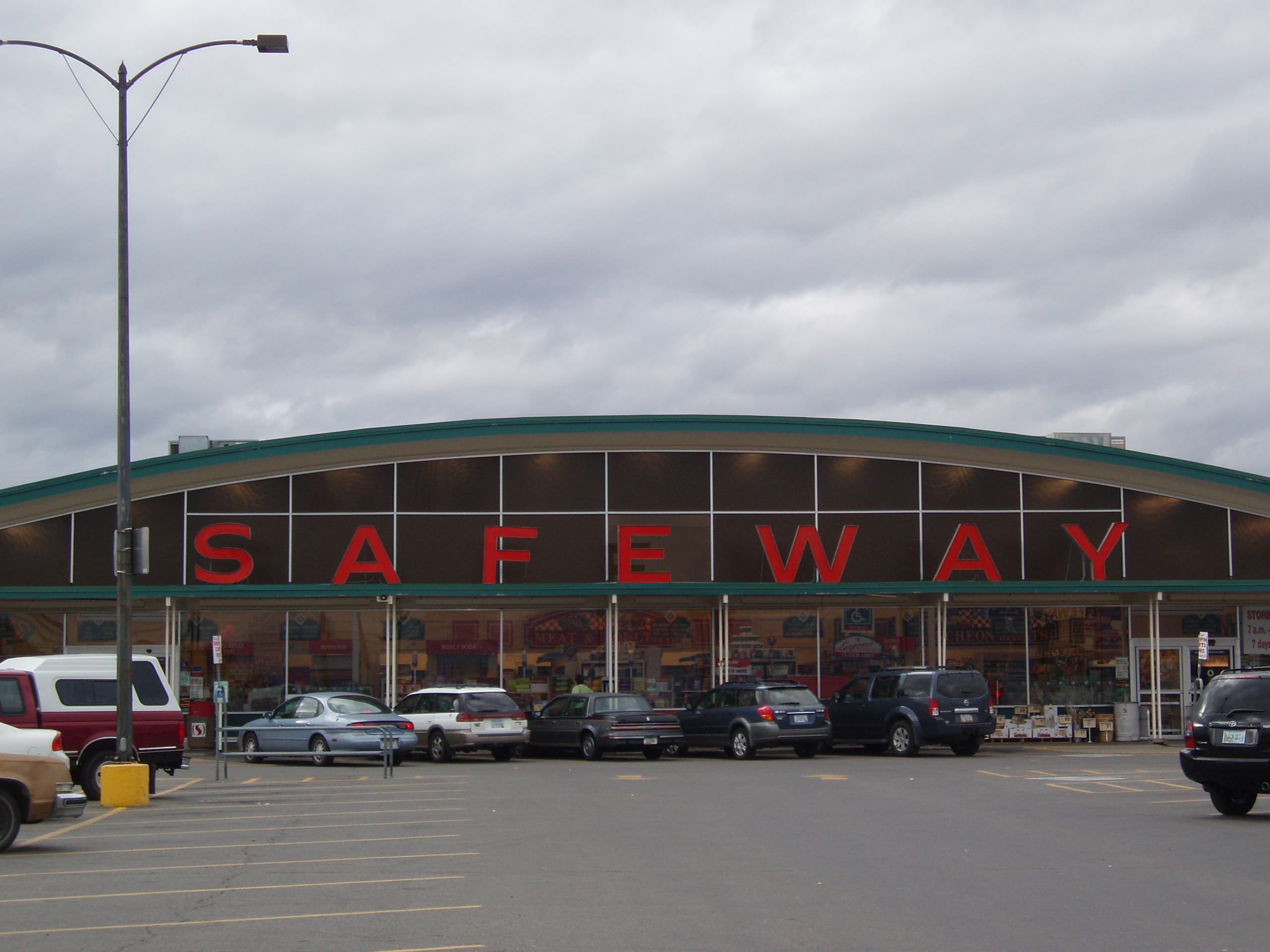
شعبه‌ای از سیف‌وی، در همیلتون

سیف‌وی، (به انگلیسی: Safeway Inc.) شرکت خرده‌فروشی آمریکایی است، که پس از شرکت کروگر، دارای دومین شبکه فروشگاه‌های زنجیره‌ای در ایالات متحده می‌باشد.
این شرکت دارای ۱٫۶۷۸ شعبه بوده، که عمومأ در بخش‌های ساحل شرقی آمریکا و ایالت‌های ساحلی اقیانوس اطلس، شمال‌غربی مکزیک و غرب کانادا متمرکز می‌باشند. دفتر مرکزی این شرکت، در پلیزانتون، کالیفرنیا قرار دارد. در سال ۲۰۱۱ سوپرمارکت نیوز، سیف‌وی را، در رتبه ۴ از بزرگترین سوپرمارکت‌های جهان، قرار داد.
این شرکت در سال ۲۰۱۰ درآمدی معادل ۴۱ میلیارد دلار کسب نمود و در فهرست ۷۵ شرکت بزرگ خرده‌فروشی جهان، قرار گرفت. سیف‌وی در سال ۲۰۰۹ نیز، رتبه ۱۱ از بزرگترین شرکت‌های خرده‌فروشی ایالات متحده را به خود اختصاص داده بود.
این شرکت، در فهرست فرچون ۵۰۰ نیز ذکر شده است. سهام شرکت سیف‌وی، در بازار بورس نیویورک دادوستد می‌گردد، همچنین جزئی از شاخص اس اند پی ۵۰۰ محسوب می‌شود.